# Capper
Capper（2000年6月21日—），本名张砚拙，中國饒舌男歌手及街头平面设计师，生於陕西省西安市，西安财经大学行知学院畢業。2019年參加了歌唱節目《中国新说唱》，登上年度14强，直到复活赛第一轮淘汰。之後的2021年，他參加了愛奇藝節目《少年说唱企划》，以〈衔尾蛇〉一曲獲得年度冠軍，令自己知名度上升。
Capper更廣為人知的是〈雪 Distance〉，該歌曲和罗言RollFlash合作譜寫並演唱，收錄於2023年專輯《Uniconfication》之中。雖然有涉嫌抄襲爭議，但Capper一次以奇特的墊肩造型（人称“顶肩歌手”）在粉絲面前演唱該歌，加上歌詞含糊，确实如果不看歌词也听不清楚他在唱什么，此場面在網上流傳，成為網路迷因。

## 備註
1. ↑  〈雪 Distance〉普遍被認為抄襲自容·法索（Yung Fazo）的〈fallin4u〉。Capper否認抄襲，反稱：「那些说我们的歌土的人，说抄袭的人，说我们现场拉的人，说我饭圈的人，他们这辈子也写不出这样的歌了，他们这辈子也听不到你们的合唱了！」[2]

## 外部連結
- Capper的新浪微博